# ハウスコム
ハウスコム株式会社は、日本の不動産会社。首都圏のほか、東海地方、近畿地方、四国地方、九州地方で賃貸仲介業を行っている。2023年7月末日時点で、グループ全体で全国238店舗（※FC含む）を有する。大東建託グループの一角。いい部屋ネットなどを含めたグループ全体での仲介件数は、業界一位。

## 概要
1998年に賃貸住宅管理大手の大東建託株式会社の全額出資によって設立された関西ハウスコム株式会社が前身となっており、現在も大東建託は同社の親会社である。
「住まいを通して人を幸せにする世界を創る」をミッションとして掲げている。
取り扱い物件数、各ポータルサイトへの物件情報の掲載件数に強みを持つ。店舗は直営店に加え、既存事業の店舗数増加による規模拡大に対応する形でFC事業の強化に着手している。店舗スタッフは地元出身を中心に採用し、地域に強いことをアピールしている。
本業である賃貸仲介業のほか、リフォーム工事事業、不動産売買事業も手掛けている。近年は不動産テック（Real Estate Tech）と呼ばれるITを活用したサービスに注力している。
また、2018年より社員の多様性を重視した働き方改革を進めており、短時間正社員制度の導入、育児手当の拡充、休職支援、若手社員を対象とした住宅手当と奨学金返済用手当の新設、ビジネスネームの導入などの性自認や性的指向にかかわらず働きやすい環境を目指した施策を打ち出している。
2022年10月1日に持株会社体制に移行し、エリアごとに子会社を設立し各子会社に仲介店舗を配属するグループ再編を行った。
2022年度の仲介件数は8.2万件。
大東建託は2024年10月29日、2025年2月1日付で簡易株式交換によりハウスコムを完全子会社化する事を発表。ハウスコムは2025年1月30日に東京証券取引所スタンダード市場上場廃止となり、同年2月1日に大東建託の完全子会社となった。

## 提供サービス
- 引越しの見積もり
- インターネット等の取次サービス
- 鍵交換サービス
- 保証人不要のプラン

上記のような一般的なサービスの他、不動産テックを活用することで多くの手続きをオンライン上で済ませられるシステムを同業他社に先駆けてリリースした。例として、手元のパソコンやスマートフォンから物件の内部を確認できるオンライン内見、人工知能を活用することで24時間物件について相談できるチャット、従来は対面のみに限られていた重要事項説明をパソコン・スマートフォンを通して実施する"IT重説"の導入、自社プラットフォームのチャットとLINEとの連携などが挙げられる。2019年には当分野の更なる強化を目指し、不動産テックに特化した子会社・ハウスコムテクノロジーズ株式会社を傘下に加えた。
2015年にはリフォーム業界に参入して仲介時に発生する各ニーズへの対応サービスの内製化を進め、2022年10月に分社化を行った（ハウスコムコミュニケーションズ株式会社）。
貸主向けとしては、自主管理に必要なサービスをパッケージにした”スマートシステム”や、空室対策としてのリフォームコンサルティングなどを提供している。
その他、CSRの一環として、障害者雇用の拡大、児童養護施設の退所者への住居斡旋、障害者スポーツへの支援、LGBTQ関連団体への支援等も行っている。

## 沿革
- 1998年7月 - 大阪府堺市に関西ハウスコム株式会社を設立。
- 1998年9月 - 不動産仲介業務開始・周辺サービス斡旋開始。
- 1998年11月 - 本社を大阪府吹田市に移転。
- 2000年1月 - 本社を大阪府堺市に移転。
- 2000年12月 - 国土交通大臣免許として宅地建物取引業免許を取得。
- 2002年11月 - 本社を大阪府大阪市浪速区に移転。
- 2003年12月 - 関西ハウスコム株式会社から現社名に変更し、東京都港区に本社移転。
- 2003年12月 - （旧）ハウスコム株式会社（現・株式会社ジューシィ情報センター）から営業を譲受。
- 2006年4月 - 広告代理店業務を開始。
- 2007年3月 - 100店舗体制。
- 2011年6月23日 - 大阪証券取引所ジャスダック市場に上場。
- 2012年3月 - 賃貸住宅管理業者登録。
- 2015年5月 - リフォーム事業参入。（リフォームコム）
- 2015年11月 - 150店舗体制。
- 2016年4月 - 初のフランチャイズ店を浜松市に出店。
- 2016年7月 - オンライン内見、人工知能を用いた物件検索サービスを提供開始。
- 2019年5月 - ジューシィ出版株式会社をハウスコムテクノロジーズ株式会社に社名変更し子会社化。
- 2019年6月 - 東京証券取引所市場第二部へ市場変更[8]。
- 2019年7月 - エスケイビル建材株式会社を子会社化。
- 2019年8月 - 東京証券取引所市場第一部に指定変え[9]。
- 2021年3月 - 株式会社宅都を子会社化。
- 2022年10月 - 一部を除くエリアに子会社を設立し、ハウスコム本体は持株会社へと移行する。
- 2022年11月 - 持株会社体制への移行が完了。
- 2023年6月 - シーアールエヌ株式会社を子会社化。
- 2023年10月 - 東京証券取引所スタンダード市場へ市場変更[10]。
- 2025年1月 - 東京証券取引所スタンダード市場上場廃止。
- 2025年2月 - 簡易株式交換により、大東建託の完全子会社となる[1]。

## 子会社
2022年10月及び11月、全国の賃貸仲介業店舗を10のエリアに分割し、それぞれ100％出資の下記子会社を設立した。
ハウスコム東東京株式会社
ハウスコム西東京株式会社
ハウスコム東神奈川株式会社
ハウスコム西神奈川株式会社
ハウスコム埼玉株式会社
ハウスコム千葉株式会社
ハウスコム関東株式会社
ハウスコム静岡株式会社
ハウスコム東海株式会社
琉球ハウスコム株式会社

### ハウスコムコミュニケーションズ株式会社
2022年10月1日にハウスコムの100％出資で設立。リフォーム事業を担うリフォームコムはこの会社に属する。

### 大阪ハウスコム株式会社（旧：宅都）
旧社名の宅都は主に関西圏で不動産仲介、不動産管理、不動産売買などの事業を展開している宅都ホールディングスの賃貸仲介業を行っていたが、2021年3月1日にハウスコムが全株式を取得し、子会社となった。その後も引き続き宅都のブランド名で営業を継続していたが、2022年10月1日に社名を大阪ハウスコムに変更した。大阪府を中心に21店舗（2022年10月1日時点）を構える。

### ハウスムテクノロジーズ株式会社
旧社名はジューシィ出版株式会社。かつては大東建託の子会社であったが、注力する不動産テック分野を更に強化する目的で2019年5月1日にハウスコムが全株式を買い取る形で完全子会社化した。

### エスケイビル建材株式会社
埼玉県に拠点を置く建築会社。主に建物のリフォームや改装を手掛ける。2019年7月1日にハウスコムの100%子会社となった。

### シーアールエヌ株式会社
不動産に関するフランチャイズ本部の運営を行い、関西圏を中心に「クラスモ」ブランドを展開する。2023年6月20日にハウスコムが株式を取得し、子会社となった。大阪府を中心に加盟店は40店舗（2023年7月1日時点）を構える。